# ジョージ・M・マッキューン
ジョージ・マカフィー・マッキューン（George McAfee "Mac" McCune、1908年6月16日 - 1948年11月5日）は、アメリカの言語学者。1937年、エドウィン・O・ライシャワーとともに、朝鮮語のラテン文字表記法のひとつであるマッキューン＝ライシャワー式を考案したことで知られる。

## 来歴
宣教師・教育者であったジョージ・シャノン・マッキューン(George Shannon McCune)の子として大韓帝国時代の平壌に生まれる。初等教育を日本統治時代の朝鮮で受け、その後アメリカ合衆国に渡りサウスダコタ州のヒューロン・カレッジに進学。1年後ラトガース大学に転校し、1930年にはオクシデンタル大学を卒業した。卒業後は平壌に戻りユニオン・クリスチャン・カレッジで教えるとともに、貿易事業を行い成功した。
兄のシャノン・ボイド=ベイリー・マッキューン（en:Shannon Boyd-Bailey McCune）は地理学者で、バーモント大学学長を務め、朝鮮に関する書籍を公刊している。